# Justizgebäude (Glasgow)

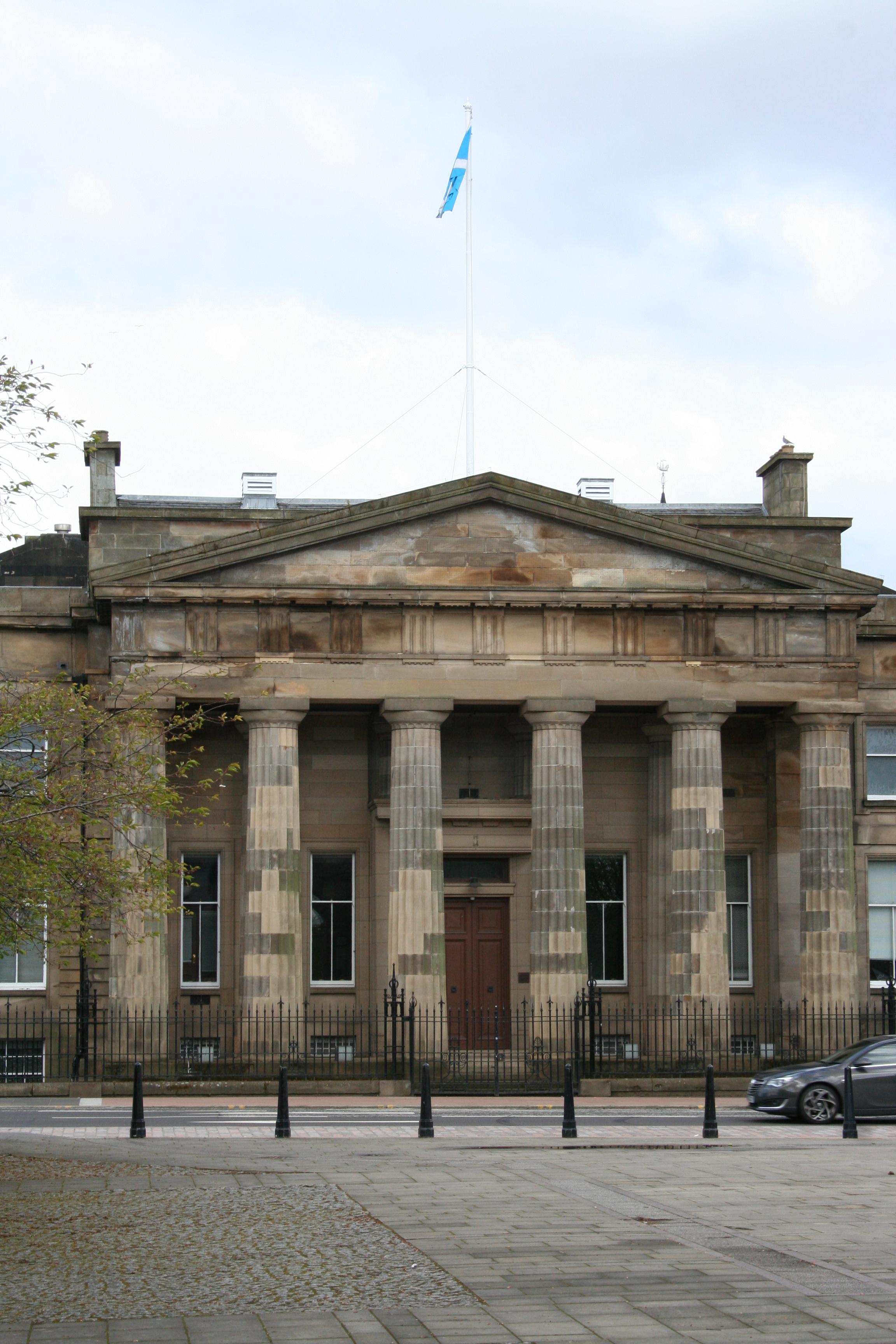
Justizgebäude von Glasgow

Das Justizgebäude von Glasgow war der Sitz des High Court of Justiciary in der schottischen Stadt Glasgow. 1970 wurde das Bauwerk in die schottischen Denkmallisten in der höchsten Denkmalkategorie A aufgenommen.

## Geschichte
Das Gebäude entstand im Jahre 1811 nach einem Entwurf des Architekten William Stark. Der Neubau ersetzte zunächst die alte Tolbooth. Es diente somit sowohl als zentraler Verwaltungssitz des Burghs als auch der Grafschaft Lanarkshire. Des Weiteren war dort unter anderem auch ein Gefängnis eingerichtet. Clarke & Bell planten die Überarbeitung in der zweiten Hälfte der 1840er Jahre. Diese war notwendig, da die Verwaltungsorgane in ein neues Gebäude umzogen und das Gebäude als Gericht weitergenutzt wurde.
Im Jahre 1913 wurde das Gebäude mit Ausnahme des Portikus abgebrochen und neu aufgebaut. Für den Entwurf zeichnet das Architekturbüro Clarke & Bell & J. H. Craigie verantwortlich. Es dient seitdem als Sitz des High Court of Justiciary. Im Laufe der 1990er Jahre wurden Erweiterungen hinzugefügt.

## Beschreibung
Das Justizgebäude steht am rechten Clyde-Ufer an der Albert Bridge am Südrand des Glasgower Zentrums. Gegenüber erstreckt sich das Glasgow Green. An der 17 Achsen weiten, ostexponierten Hauptfassade tritt ein Portikus mit sechs kolossalen dorischen Säulen heraus. Zu Bauzeiten handelte es sich um den zweitgrößten Portikus des Vereinigten Königreichs. Es treten flache Eckrisalite heraus.